# Aysan
Aysan ist ein türkischer männlicher und weiblicher Vorname sowie Familienname.

## Bekannte Namensträger

### Familienname
- Behçet Aysan (1949–1993), türkischer Dichter
- Mustafa Aysan (* 1933), türkischer Ökonom